# 포천시의 지질

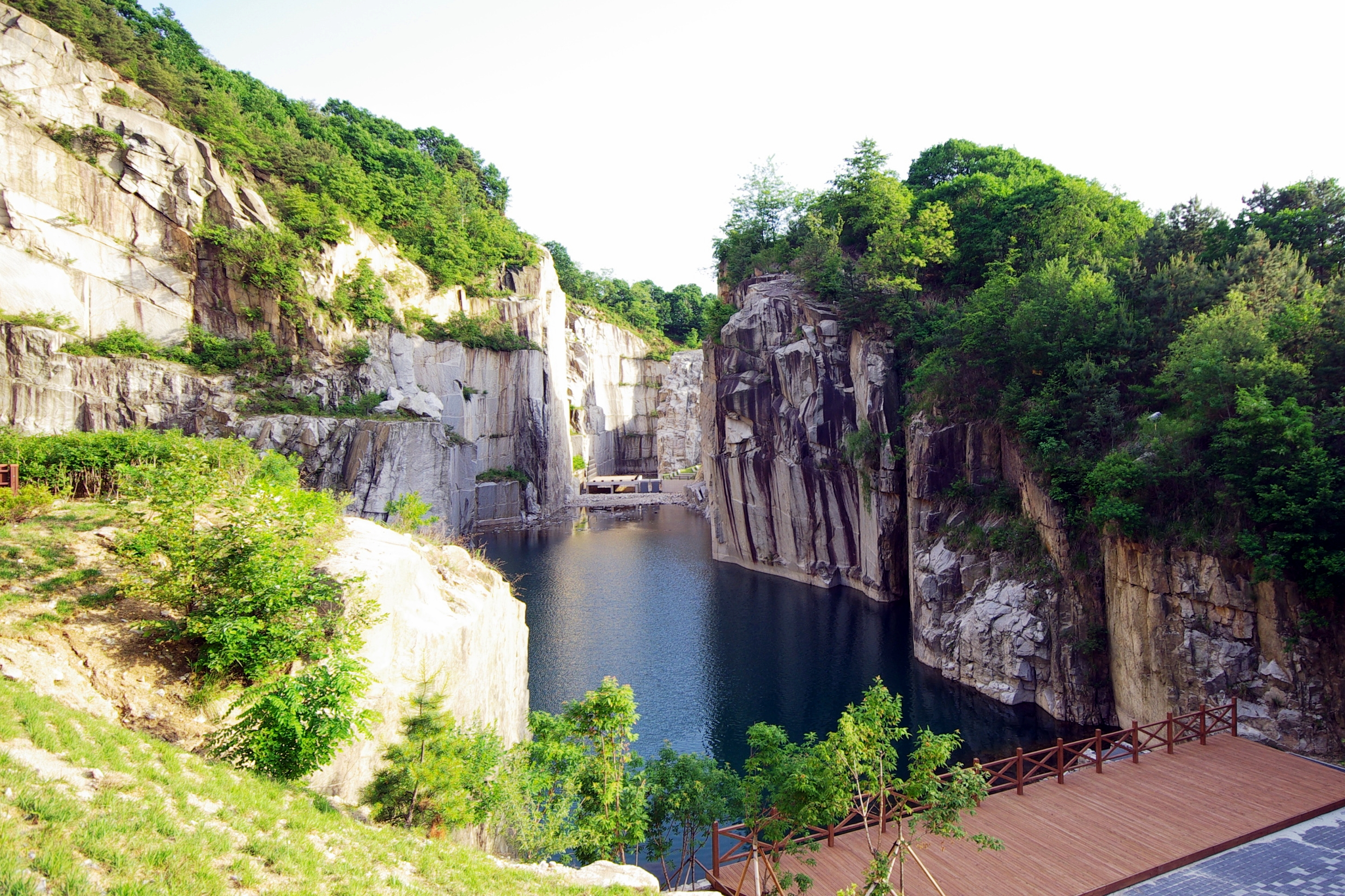
포천 아트밸리의 천주호와 대보 화강암 함석류석 흑운모 화강암

본 문서에서는 대한민국 경기도 포천시의 지질과 포천시 내 한탄강지질공원의 지질유산(포천 아트밸리와 포천석, 포천 아우라지 베개용암, 포천 한탄강 멍우리 협곡, 포천 한탄강 현무암 협곡과 비둘기낭 폭포, 한탄강 대교천 현무암 협곡, 화적연), 포천시를 지나는 왕숙천 단층과 포천 단층, 경기 육괴와 임진강대의 경계인 전곡 단층 등 단층들, 고남산 티타늄-자철석 정마그마 광상 등 광물과 지하자원에 대해 설명한다.

## 개요
경기도 포천시는 경기 지괴/경기 육괴 한가운데에 위치해 있어, 포천시의 지질은 주로 선캄브리아기 경기변성암복합체의 편마암과 중생대 쥐라기에 이를 관입한 대보 화강암으로 구성된다. 포천시 북부 한탄강 지역에는 신생대에 추가령 구조곡을 따라 분출한 현무암이 화강암 지반 위에 소규모로 분포하며 한탄강을 따라 현무암으로 구성된 협곡과 여러 지질유산이 발달한다.
포천시에는 중생대의 화강암이 넓게 분포하여 포천 화강암이라 불린다. 포천 화강암 분포지는 소위 '포천석'(抱川石)이라 불리는 화강암 석재를 생산하며 이는 거창군의 거창석, 익산시의 황등석과 함께 국내 3대 화강암 석재 생산지이다.
포천시 북서부에서 연천군에 걸친 지역은 지체 구조상 선캄브리아기 경기 육괴와 임진강대가 접하는 지역으로 이 지역에는 퇴적암 지층인 고생대 연천층군의 미산층과 중생대 백악기의 퇴적 분지 철원 분지의 철원층군이 분포한다.
포천시 관인면 삼율리의 고남산 일대에는 신원생대 고남산 각섬암 내에 자철석과 티타늄의 광상이 발달하여 이를 채광하는 광산이 있다.
1:5만 지질도폭 상으로,
- 연천 지질도폭(2008) 남동부 (창수면 중·북부, 보장산, 관인면 서부, 영북면 서부, 영중면 북서부)[1]
- 지포리 지질도폭(2008) 중·서부 (관인면 동부, 영북면 중·동부, 명성산, 광덕산, 이동면, 영중면 북동부, 일동면 수입리)[3]
- 포천 지질도폭(2005) 동부 (창수면 남부, 영중면 남서부, 신북면, 군내면, 가산면 북부)[4]
- 기산 지질도폭(2005) 서부 (이동면 연곡리, 일동면, 민둥산, 영중면 동부, 화현면)[5]
- 의정부 지질도폭(2005) 북동부 (가산면 남부, 소흘읍, 내촌면 중·서부)[6]
- 청평 지질도폭(1981) 서부 (내촌면 동부, 주금산)[7]

에 해당한다.

## 선캄브리아기

### 경기변성암복합체 흑운모 편마암
경기변성암복합체 시흥층군 흑운모 편마암(Precambrian Gyeonggi metamorphic rocks complex, Siheung group Biotite Gneiss)은 포천시의 기반암이 되는 선캄브리아기 암석으로, 가평군과의 경계 지역인 국망봉(1167 m)~민둥산(1023 m)~청계산~길마고개 산악 지역, 관음산(732 m) 지역, 신북면 삼정리 남부, 갈월리, 금동리 남부, 심곡리, 왕방산(736 m)~해룡산(661 m) 지역, 군내면 직두리~수원산(709 m), 가산면 우금리, 소흘읍 이곡리, 고모리, 직동리~죽엽산(615 m), 내촌면~주금산(813 m) 지역에 분포한다.
관음산 지역에 정사각형 형태로 분포하는 편마암은 서측에서 감악산 섬장암에 의해, 북측에서 대보 화강암 함석류석 흑운모 화강암과 백악기 명성산 화강암에 의해 관입당했으며 남측과 동측에서 충상단층에 의해 시대 미상의 변성섬록암 위로 충상되었다. 관음산 지역의 경기변성암복합체 편마암은 변성사질암과 화강편마암이 우세하며 흑운모 편마암과 안구상 편마암이 협재된다. 변성사질암은 영북면 야미리 계곡에 넓게 분포하는데 과거에 이곳에서 철광석을 채굴하였다.
국망봉(1167 m)~민둥산(1023 m)~청계산~길마고개 산악 지역에 분포하는 편마암은 가평군에 분포하는 경기변성암복합체의 미그마타이트질흑운모편마암(국망봉~민둥산)과 흑운모 편마암(민둥산 이남)으로, 전자가 후자보다 구조적으로 상위에 있다. 점이적인 관계를 보이는 두 편마암은 모두 석영 및 장석으로 구성된 우백대와 흑운모로 구성된 우흑대가 교호하는 전형적인 호상 구조를 보이는 호상 편마암이다.
신북면~왕방산(736 m)~해룡산(661 m) 지역에 분포하는 경기변성암복합체 시흥층군 흑운모 편마암은 수 밀리미터~수 센티미터 폭의 우백대와 우흑대가 서로 교호하는 뚜렷한 호상 편마구조를 보인다. 신북면 심곡리 남쪽 국사봉(754 m) 일대에서는 1~3 cm 크기의 안구상 알칼리장석 변성반정이 부분적으로 출현하고, 수십 센티미터 규모의 화강암 암맥이 관입해 있다. 신북면 삼정리의 지방도로변 노두에는 흑운모 편마암 내에 2~3 m 두께의 괴상 각섬암이 협재된다.
죽엽산(615 m)~내촌면~주금산(813 m) 지역에 분포하는 경기편마암복합체 흑운모 편마암은 우백대와 우흑대가 발달하는 전형적인 호상 편마암으로 석영과 장석, 흑운모 외에 근청석, 규선석, 석류석 등으로 구성된다. 이 지역의 흑운모 편마암은 남양주시, 가평군 지역으로 이어진다.

### 덕령산 화강암
덕령산 화강암(Precambrian Deokryeongsan Mt. Granite)은 포천 지질도폭(2005)에서 최초로 명명·보고된 암석으로 신북면 남부 심곡리 동부~덕령산(350 m)~가랑산(307 m)에서 암주(巖柱) 형태로 선캄브리아기 흑운모 편마암을 관입한 선캄브리아기의 화강암이다. 담홍색 내지 유백색을 띠는 이 암석은 전체적으로 엽리가 발달하며 알칼리장석이 2~5 cm 크기의 반정(斑晶)으로 포함된다.

### 안구상 편마암
안구상 편마암(眼球狀片麻巖, Augen Gneiss)은 신북면 북서부 덕둔리~삼정리 북부 지역에 대략 북동-남서 방향으로 분포하는 편마암으로 경기변성암복합체 흑운모 편마암을 관입하였다. 이 암석은 전반적으로 압쇄암화작용(mylonitization)을 강하게 받았다.

### 고원생대장락층군
김옥준(1973)은 경기 육괴 북서부에 분포하는 선캄브리아기 암석들의 층서를 연구하고, 규암과 석회암 지층을 건층(key bed)으로 하여 밑에서부터 부천층군, 시흥층군, 양평층군으로 구성되는 경기변성암복합체와 중기~후기 선캄브리아기의 장락층군과 춘성층군으로 구분하였다. 연천 지질도폭(2008)에서도 이 층서 체계를 따라 포천시 관인면~은장산(454 m)~연천군 지역에 분포하는 편암 지층을 장락층군에 대비하였다.
포천시 북서부의 장락층군은 임진강대와 경기 육괴를 경계짓는 전곡 단층을 따라 포천시 관인면 중리에서 은장산(454 m), 영북면 소회산리, 대회산리, 창수면 운산리, 주원리를 지나 연천군 청산면 지역으로 이어진다. 이 지역의 장락층군은 흑운모편암, 백운모편암, 복운모편암、견운모석영편암, (함흑연)석영편암 등의 편암류로 구성되며 판상의 엽리가 형성되어 있다. 장락층군 편암 내에는 규암과 대리암이 산출되는데 관인면 중리 동부(포천시 관인면 교동길 74-105 북서 지역)에서는 대리암이 100 m 이상의 두께를 보인다. 장락층군은 신원생대의 고남산 각섬암과 화강편마암에 의해 관입당했으며 연천층군 미산층과 전곡 단층으로 접하고 있다. 장락층군의 SHRIMP 저어콘 U-Pb 연대측정 결과는 약 19억 년 전(고원생대 오로세이라기)으로 이는 모암의 퇴적 시기의 상한을 지시한다.

### 신원생대고남산 각섬암
고남산 각섬암은 포천시 관인면 삼율리의 고남산(643 m) 일대에 암주(巖柱) 형태로 분포하는 관입암체로 각섬암과 변성석영몬조암의 복합체로 구성된다. 장호완 외(1987) 및 김규한과 이현주(1994)는 고남산 각섬암을 알칼리반려암질암으로 분류하였으나 전은영과 권성택(1999)은 화학성분의 차이에 따라 고남산 각섬암을 알칼리 각섬암, 분화된 각섬암, 솔레아이트질 각섬암으로 구분하였다.
연천 지질도폭(2008)에서는 고남산 각섬암을 유색광물의 함량에 따라 각섬암(10% 이상)과 변성 석영몬조암(meta-quartz monzonite, 유색광물비 10% 이하)으로 구분하였다. 고남산 각섬암은 일반적으로 괴상이고 부분적으로 압쇄 작용을 받아 엽리가 발달하는 경우도 있다. 각섬암은 단사휘석, 사장석, 각섬석으로 구성되고 알칼리장석과 석영이 수반된다. SHRIMP 저어콘 U-Pb 연대는 861.2±7.3 Ma (신원생대 토노스기)으로 보고되어 고남산 각섬암은 신원생대 초기에 관입한 것으로 해석된다. (Cho et al., 2001)

### 신원생대감악산변성섬장암
감악산변성섬장암은 원래 파주시의 감악산 지역에 분포하는 섬장암으로 포천시 내에서는 전곡 단층을 따라 창수면 주원리~운산리~불무산(662 m) 지역에 분포하고 포천 단층에 의해 반복되어 포천 단층 동부인 영북면 야미리~영중면 성동리 지역에도 분포한다. 감악산변성섬장암은 암석 전반에 걸쳐 압쇄 작용을 받아 압쇄 엽리가 발달하며 부분적으로는 초압쇄암도 발견된다. 감악산변성섬장암의 SHRIMP 저어콘 U-Pb연대는 742±13 Ma이다. Lee et al.z 2003）

## 고생대연천층군 미산층
연천층군(Yeoncheon Group)은 임진강대를 구성하는 변성퇴적암 지층으로 포천시 내에서는 연천층군 최하부의 미산층이 관인면 중리~창수면 운산리, 신흥리 지역에 분포한다. 미산층은 수 밀리미터~수십 센티미터 폭의 (담,녹)회색 석회질규산염암과 수~수십 센티미터 폭의 변성사질암이 교호하며 각섬암, 대리암, 규암, 천매암이 협재된다.

## 중생대포천 화강암
경기도 포천시는 익산시, 거창군과 함께 국내 3대 화강암 생산지로 이곳에서 생산되는 화강암은 소위 포천석이라 불린다. 주)삼지석재공업에서 생산한 포천 화강암의 탄성 계수는 48~62 GPa, 인장 강도는 6.9~8.5 MPa, 탄성파 속도는 3,200~3,600 m/s 로 측정되었다.

### 대보 화강암함석류석 흑운모 화강암
대보 화강암 함석류석 흑운모 화강암(Daebo Granite, garnet biotite granite)은 포천시 일동면과 화현면에 분포하는 괴상의 중립 내지 조립질 화강암으로 외견상 대보 화강암 흑운모 화강암과 비슷하나 크기 2 mm 정도의 석류석을 특징적으로 포함한다. 주요 구성 광물은 반자형 내지 타형의 석영, 알칼리장석, 사장석, 흑운모와 백운모이며 석류석과 저어콘이다. 포천 아트밸리의 화강암은 함석류석 흑운모 화강암에 해당한다.

### 포천 아트밸리
포천 일대에서 생산된 포천석은 단단한 재질과 화강암의 고유 무늬를 간직하고 있어 청와대, 국회의사당, 인천국제공항 등 다양한 건축물의 건축 자재로 쓰였다. 채석이 끝난 후 포천의 산은 폐허로 방치되었고 폐허의 채석장은 포천의 도시 이미지를 저해하고, 환경을 파괴하는 애물단지로 전락하였다. 이에 포천시는 2003년부터 버려져 방치되어 있었던 신북면 기지리 폐채석장의 환경을 복원하여 복합 문화예술공간인 포천 아트밸리를 조성하였다.
포천 아트밸리의 화강암
- 천주호 전경
- 천주호 전경
- 북위 37° 55′ 21.9″ 동경 127° 14′ 27.3″ / 북위 37.922750°  동경 127.240917°
- 포천 아트밸리 채석장의 흔적을 보여주는 천공흔적
- 채석장을 뒤로한 중앙무대
- 무대에서 관객석을 바라본 모습
- 중앙무대 전경
- 채석장의 흔적을 보여주는 천공흔적
- 포천 아트밸리 천주호
- 포천 아트밸리 천주호

### 대보 화강암흑운모 화강암
대보 화강암 흑운모 화강암은 함석류석 흑운모화강암과 함께 '포천석'이란 석재명으로 채석장에서 개발 대상이 되는 화강암이다. 흑운모 화강암은 포천시 창수면, 영중면 서부, 신북면 고일리, 계류리, 삼성당리 지역에 분포하며 담홍색 내지 유백색을 띠는 중립 내지 조립질 화강암이다. 흑운모 화강암의 206Pb/238U 연령은 184.0±1.5 Ma (쥐라기 전기 리아스)이다.

### 대보 화강암각섬석화강섬록암
대보 화강암 각섬석화강섬록암은 포천시 군내면 상성북리와 구읍리 일대에서 선캄브리아기 흑운모 편마암과 쥐라기 흑운모 화강암을 암주(巖柱) 형태로 관입하는 화강섬록암이다. 이 암석은 세립질의 염기성 포유암(enclave)을 흔하게 포함하며 SHRIMP U-Pb 연대는 171.5±1.1 Ma (쥐라기 중기 알레니안)이다.

### 대보 화강암복운모 화강암
대보 화강암 복운모 화강암은 포천시 이동면 도평리~백운산(904 m) 지역과 일동면 수입리 지역에 분포하는 화강암이다. 이 화강암은 석재로 유용하여 채석장이 있으며 왕숙천 단층에 의해 우수향으로 약 500 m 변위되었고 화강암 내부에 왕숙천 단층의 영향을 받은 남-북 방향의 절리들이 잘 발달한다.

### 백악기명성산 화강암
명성산 화강암(Myeongseongsan Mt. Granite)은 명성산(922 m)을 중심으로 포천시 북부 지역에 분포하는 백악기의 화강암이다. 명성산 화강암은 포천시 관인면 북부, 영북면 운천리, 산정리, 영중면 북서부 지역에 분포하고 포천 단층에 의해 영북면 문암리와 야미리 지역에도 분포한다. 명성산 화강암은 대보 화강암 함석류석 흑운모 화강암을 관입하였는데 산정호수 남쪽의 정향교 부근에서 그 노두가 잘 관찰된다. 명성산 화강암은 산정 단층에 의해 우수향으로 3.5 km 이상 변위되어 있다. SHRIMP U-Pb 저어콘 연대 측정 결과는 112±2 Ma (백악기 전기 압트절~알비절)이다.
오홍석(2010)은 명성산 화강암에 대해 주성분원소, 미량원소 및 희토류원소에 대한 지화학적 연구를 실시하여, 명성산 화강암을 형성한 마그마는 중생대 백악기 고태평양판(이자나기판)이 섭입하여 압축 응력이 작용하는 대륙 주변부의 화산호 환경에서 생성된 것으로 설명하였다.
이은지 외(2017)는 명성산 화강암에 대해 상세한 야외 조사를 실시한 결과 명성산 화강암이 담홍색의 흑운모 몬조 화강암(Biotite monzogranite)과 함께, 백색을 띠는 흑운모 알칼리 화강암(Biotite alkaligranite)이 소규모로 산출되는 것을 보고하였다. 이들은 서로 혼재되어 나타나며, 동일한 마그마로부터 분별정출작용에 의해 생성되었다.

## 중생대백악기철원층군
철원 분지는 연천군 전곡읍~철원군 철원읍 지역에 타원 형태로 발달한 백악기의 퇴적 분지로 행정 구역상 포천시 관인면과 창수면에 걸쳐 있다. 철원 분지의 서측 경계는 추가령 단층의 일부인 추가령 단층, 동측 경계는 동송 단층(부분적)이며 분지를 구성하는 철원층군은 대부분 화산암으로 구성되고 약간의 응회암질 퇴적암으로 구성된다. 철원층군은 밑에서부터 신흥층, 궁평층, 중리층, 금학산 안산암, 동막골 응회암, 유문암, 신서각력암, 지장봉 응회암 8개 암석으로 구성되며 이중 중리층, 금학산 안산암, 동막골 응회암, 유문암, 신서각력암, 지장봉 응회암이 행정 구역상으로 포천시 내에 분포한다.

### 신흥층
신흥층은 포천시 창수면 고소성리~신흥리 지역에 소규모 분포하는 철원층군의 최하부 지층이다. 신흥층은 하부의 역암대와 담(녹)회색의 중~조립사암, (암)회색 세립사암, 실트암 및 이암/셰일로 구성된다. 또한 흑색 이암/셰일에서는 식물 화석이 산출되며 20 cm 두께의 석회암과 이회암이 협재된다. 하위의 연천층군 미산층을 부정합으로 덮고 백악기 보장산 안산암에 의해 관입당했다.

### 중리층
중리층은 포천시 관인면 중리를 표식지로 하여 중리~연천읍 부곡리 지역에 분포한다. 중리층은 응회질역암, 적갈색 이암, 회색 사암으로 구성되며 지층의 두께는 10~150 m이다. 중리층은 하위의 연천층군 미산층을 부정합으로 덮고 상위의 금학산 안산암과 동막골 응회암에 의해 덮힌다.

### 동막골 응회암
동막골 응회암은 연천군 연천읍 동막리를 표식지로 하여 연천읍 부곡리, 포천시 관인면 중리, 종자산(643 m)~향로봉~담터계곡 지역에 분포하는 응회암 지층이다. 절벽에서 가끔 주상절리가 발달하는 곳도 있다. 지층의 두께는 450 m 정도이며 원래는 이보다 훨씬 두꺼웠을 것으로 추정된다.

### 신서 각력암
신서 각력암은 연천군 신서면에서 지장봉과 포천시 관인면 담터계곡까지 분포하며 동막골 응회암 상위에 놓이고 지장봉 응회암에 의해 덮힌다. 신서 각력암은 암회색 내지 암녹회색을 띠며, 신서 각력암이 형성되기 이전의 기반암인 변성암, 퇴적암, 안산암, 유문암, 용결응회암 등의 암석들이 무너지면서 만들어진 암괴를 포함한다. 신서 각력암의 두께는 최대 450 m이다.

### 지장봉 응회암
지장봉 응회암은 연천군과 포천시의 경계에 위치한 지장봉(876 m)~화인봉(805 m)~북대(710 m) 정상부에 소규모 분포하는 응회암으로 하부의 강하응회암과 상부의 회류응회암으로 구분된다. 응회암에는 층리와 점이층리가 발달한다.

## 중생대백악기기타 화성암

### 보장산 안산암
보장산 안산암은 포천시 창수면 오가리 북쪽의 보장산(554 m) 일대에 소규모 암주 형태로 분포하는 안산암으로 연천층군 미산층과 철원층군 신흥층을 관입하였다.

### 암맥
포천시 화강암 분포 지역에는 곳곳에 암맥이 소규모로 발달한다. 포천시 영중면 성동리와 영북면 야미리, 문암리, 운천리 지역에는 석영반암, 화강반암, 규장암, 반화강암 등 산성암맥이 포천 단층과 평행한 남-북 방향으로 발달한다. 포천시 일동면 노곡리 지역에는 북북동 방향의 능선을 따라 연장성이 좋은 석영반암 암맥이 발달한다.

## 신생대제4기현무암
신생대 제4기에, 추가령 구조곡 지역에서 화산 분출이 일어나 한탄강과 임진강의 저지대를 따라 흘러내려 철원-평강 지역에 용암대지를 형성하였다. 제4기 현무암은 오리산과 검불랑 부근의 680 m 고지로부터 분출하였다. 연천군 전곡 지역 제4기 화산암의 마그마 발생 심도는 약 250~300 km로 추정된다. 유동성이 큰 현무암질 용암의 분출은 주로 강원도 평강군의 오리산(鴨山, 453 m)과 검불랑을 잇는 선을 중심으로 이루어졌다.
Choi(1982)는 연천군 전곡읍 지역에서 용암 대지를 형성하는 전곡 현무암의 최상위 현무암의 칼륨-아르곤 연대 측정 결과를 약 27만년 전(0.27 Ma)으로 보고하였으며, 박계헌 외(1996)는 포천시 영북면 대회산리에서 채취한 현무암의 칼륨-아르곤 연대 측정 결과를 약 13만년 전(138±5.7 ka 및 136.5±5.4 ka)으로 보고하였다.
포천시 북서부 관인면을 지나는 한탄강을 따라서도 현무암이 분포하며 이 현무암은 한탄강을 따라 철원군과 연천군 지역으로 이어진다. 전체 두께 20 m 정도의 현무암은 4매 이하의 용암류로 구성되며, 한탄강을 따라 절벽과 주상절리가 발달해 포천시의 한탄강 일대에는 여러 지질유산들이 발달한다.

### 한탄강 대교천 현무암 협곡
한탄강 대교천 현무암 협곡(漢灘江 大橋川 玄武岩 峽谷, 북위 38° 10′ 55.6″ 동경 127° 16′ 45″ / 북위 38.182111°  동경 127.27917° )은 포천시 관인면과 강원특별자치도 철원군 동송읍에 걸쳐 있는 현무암 계곡으로, 대한민국의 천연기념물 제436호로 지정되었다. 대교천 현무암 협곡의 총 길이는 약 1.5 km 이고 협곡의 깊이는 20∼30 m 으로 경관이 빼어나며 현무암 내에 보존되어 있는 주상절리의 우수한 보존성 등은 제4기 지질을 이해하는데 귀중한 자료를 제공한다. 대교천 현무암 협곡은 다양한 주상절리, 굴삭작용 및 마식작용에 의한 하상지형으로 대칭의 협곡을 이루며, 현무암 평원이 유수에 의해 형성된 여러 형태의 지형을 관찰할 수 있는 곳으로, 한탄강 유역에서도 가장 수려한 경관을 이루고 있어 자연 학습장으로의 가치가 높을 뿐만 아니라 한반도 제4기 지질 및 지형발달을 이해하는데 귀중한 학술적 자료를 제공하고 있다.

### 화적연
화적연(禾積淵)은 포천시 영북면 자일리에 있는 연못으로 중생대에 형성된 명성산 화강암 위로 화산 활동에 의한 현무암이 뒤덮고 있는 특색있는 지형이다. 화적연의 기반암은 대보 조산운동으로 발생한 대보 화강암이다. 그 위로 신생대 제4기의 화산활동으로 인한 현무암이 뒤덮였다. 현무암으로 된 용암대지는 평강군에 있는 오리산의 용암이 흘러서 형성된 것이다. 화적연에서도 화산활동이 있었기 때문에 주변에 현무암 주상절리가 있다.
명성산에서 발원한 물줄기가 이곳을 지나면서 침식 협곡을 만들어 지금의 모습이 되었다. 볏가리 모양의 바위는 대보화강암으로 된 기반암이 침식하여 만들어 진 것이다. 물줄기가 굽어 돌면서 속도가 느려져 상류에서 흘러온 많은 자갈과 모래가 퇴적하여 바닥에 쌓였고, 하류로 흘러가는 곳에는 계속된 침식 작용으로 절벽이 형성되었다.
화적연

### 포천 한탄강 멍우리 협곡
포천 한탄강 멍우리 협곡(抱川 漢灘江 멍우리 峽谷, 북위 38° 05′ 28″ 동경 127° 13′ 54″ / 북위 38.09111°  동경 127.23167° )은 경기도 포천시 관인면 사정리에 위치한 현무암 지질지형이다. 멍우리 협곡은 한탄강변을 따라 주상절리가 발달되어 있어, 뛰어난 경관을 볼 수 있다. 멍우리 협곡의 높이는 20~30 m 내외이며 길이는 약 4 km이다. 멍우리 협곡에는 주상절리 침식과 박리로 인한 소형 하식동굴이 30여기 정도 형성되어 있다.

## 단층

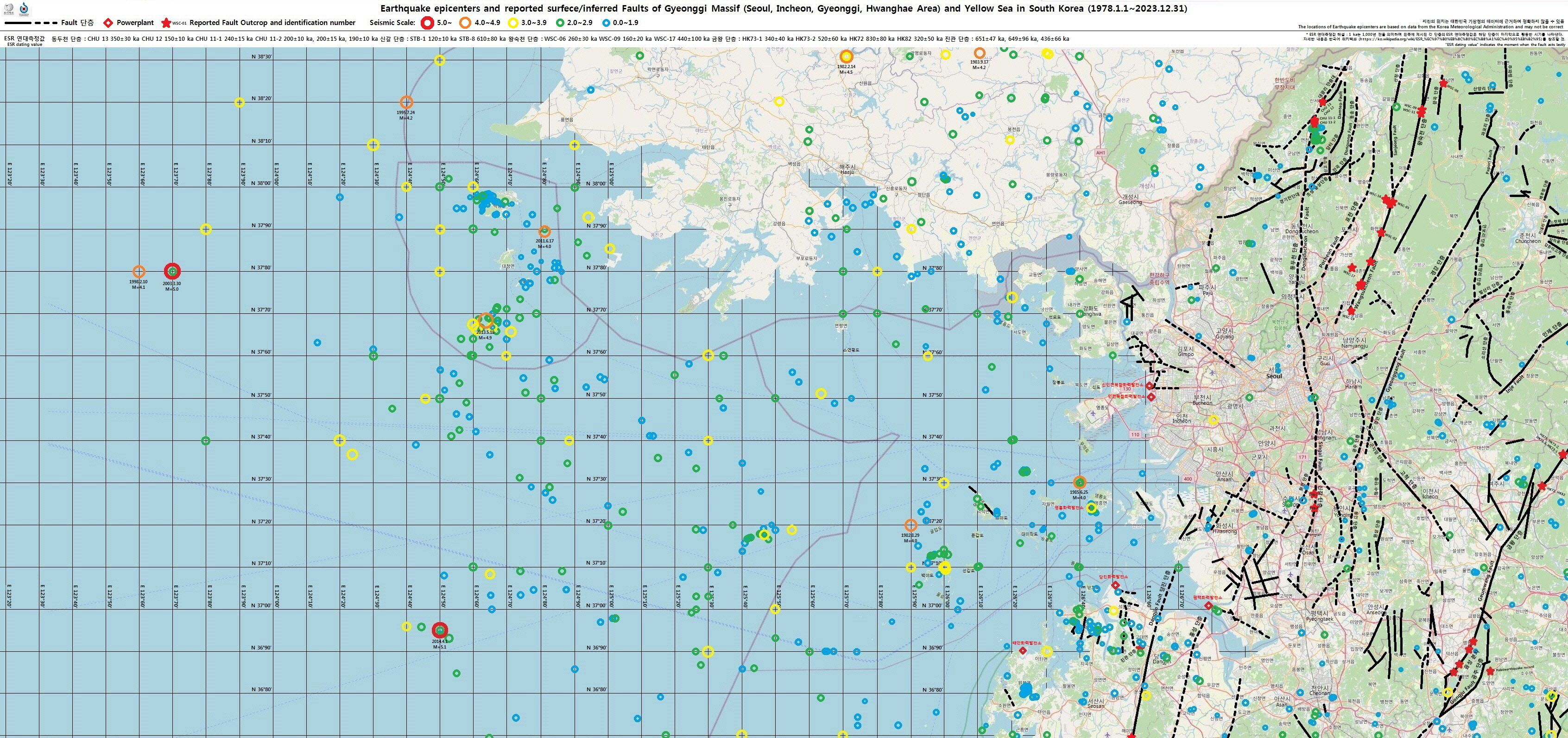
추가령 단층, 포천 단층, 왕숙천 단층, 신갈 단층

### 포천 단층
포천 단층(Pocheon Fault)은 대한민국 경기도 포천시에 있는 북북동 주향의 단층으로, 추가령 단층대의 일부이다. 포천 단층은 동쪽의 왕숙천 단층과 평행하게 발달하며 포천시 신북면에서 포천시청 소재지와 소흘읍을 지나 축석령까지 이어진다. 임진강 습곡대의 경계부 혹은 습곡대 내에서 대규모의 연장성을 갖는 단층으로 중생대 이전 연성전단대 천부를 따라 형성된 대규모의 취성 전단단층이다. 철원군, 연천군, 의정부시를 지난다.
지포리 지질도폭(2007)에 의하면 포천 단층은 포천시 영중면 양문리 양문산업단지에서 영중면 성동리, 영북면 야미리를 지나 운천리까지 이어지며 운천리 북쪽에서는 현무암에 덮혀 더 이상 추적되지 않는다. 포천 단층에 의해 감악산변성섬장암이 야미리와 성동리 지역에서 반복 분포하며 이 섬장암의 겉보기 수평 변위는 우수향으로 4 km 정도이다.
포천 지질도폭(2007)에 의하면 포천 단층은 북북동-남남서 방향의 포천천을 따라가는 대규모 단층이나 충적층으로 덮혀 단층의 노두가 관찰되지 않는다. 다만 포천 단층 인근의 암맥들이 일관되게 남-북 방향으로 발달하고 단층선이 거의 직선상인 점으로 보아 좌수향 주향 이동 단층인 것으로 추정하였다.
의정부 지질도폭(2005)에 의하면 포천 단층은 국도 제43호선과 포천천(川)을 따라가는 북북동-남남서 방향의 선구조선으로 인지되나 충적층으로 덮혀 단층의 노두가 관찰되지 않으며, 포천시 소흘읍 축석령 부근에서 단층이 소멸되어 남남서 방향으로 더 이상 연장되지 않는다.

### 산정 단층
산정 단층(Sanjeong Fault)은 포천시 일동면 지역에서 왕숙천 단층으로부터 분리되어, 이동면 노곡리, 낭유고개, 산정호수, 산안고개를 지나 철원군으로 이어지는 남-북 주향의 단층이다. 산정 단층에 의해 명성산 화강암이 우수향으로 4 km 변위되었다.

### 전곡 단층
전곡 단층(Jeongok Fault)은 연천군 전곡읍과 포천시 창수면 고소성리~운산리~관인면 중리 지역에서 경기 육괴의 선캄브리아기 암석(장락층군 편암, 감악산변성섬장암)과 연천층군의 경계를 따라 형성된 정단층으로 연천 지질도폭(2008)에서 처음으로 확인, 명명되었다. 선캄브리아기 암석과 연천층군은 전곡 단층으로 경계 지어지나 원래는 부정합 관계였을 것으로 추정된다.

## 광물과 지하자원

### 고남산 자철석 광산(고남산 티타늄-자철광상)
고남산 자철석 광산, 고남산 티타늄-자철광상은 포천시 관인면 삼율리의 고남산 각섬암에 발달하는 티타늄-자철석 광상이다. 이 광산은 일제 강점기인 1930년대에 처음으로 발견되었고 1974년 영풍광업주식회사, 1975년 국립지질조사소(현 한국지질자원연구원)에서 지질조사를 수행한 바 있다. 1982년부터 개발 및 생산이 시작되어 2016년 주)삼양리소스에서 광업권을 인수하여 현재까지 연간 약 20만 톤 이상의 철을 생산하고 있으며, 평균 품위는 산화 철(III) 64.0 wt. %, 이산화 타이타늄 18.8 wt. %이다. 2019년 기준 확인된 총 매장량과 생산량은 각각 4,796,000톤과 274,350톤으로 보고되었다. 고남산 티타늄 광상은 광상을 배태하는 모암인 고남산 각섬암의 기원 마그마로부터 분화된 정마그마 광상으로, 10여개의 맥상 또는 렌즈상의 광체들로 구성된다.
장호완 외(1987)는 기존에 각섬석으로 불려져 왔던, 광상을 배태하는 모암을 알카리(알칼리)반려암질암으로 분류하는 것이 타당하다고 보고하였다. 티타늄-자철석 광상의 모암인 알칼리반려암질암은 변성퇴적암(연천 지질도폭의 장락층군)의 운모편암, 규암, 석회암을 곳곳에서 관입, 포획하였으며 규암과 석회암이 변질되거나 부분적으로 스카른화된 부분도 있다. 장호완 외는 알칼리반려암질암을 암상에 따라 거정질, 중립질, 우백대와 우흑대가 교호하는 층상 3개 부분으로 구분하였다. 희토류 원소도 있는데 중립질 알칼리반려암질암의 한 시료에 포함된 희토류 원소의 함량은 바륨 247 ppm, 스트론튬 567 ppm, 란타넘 25.76 ppm, 세륨 77.44 ppm, 네오디뮴 93.80 ppm, 사마륨 6.27 ppm, 유로퓸 4.39 ppm, 이터븀 4.20 ppm 등이다.
김규한과 이현주(1994)는 알칼리반려암질암을 거정질 내지 조립질 반려암질암 및 각섬석이 방향성을 나타내는 편마상 반려암으로 구분하고, 조립질 반려암과 편마상 반려암의 각섬석 광물에 대해 칼륨-아르곤 연대 측정을 실시하였다. 조립질 반려암은 1468.4±20.8 Ma, 편마상 반려암은 1021±14.5 Ma (중원생대)이다.
이지현(2021)은 연장 3 km, 폭 1.5 km 의 고남산 각섬암체를 암상에 따라 하부, 중부, 상부로 구분하고, 철-티타늄-바나듐 광화작용은 하부와 중부에 집중되어 분포한다고 보고하였다. 하부와 중부는 섬록암, 몬조반려암, 몬조섬록암 등 규산염암이 층상 내지 산점상의 철-티타늄-바나듐 광체와 교호하며 광화작용은 렌즈상, 산점상, 맥상으로 나타난다. 상부는 석영 몬조섬록암(Quartz Monzodiorite)만으로 구성된다.
신승욱(2021)은 바나듐을 포함한 광석과 주변 암석의 유도분극(induced polarziation, IP) 특성 차이를 비교하여, 0.1 Hz 진동수에서 함바나듐 광석과 주변 암석의 위상과 평균 교류 전기비저항에 차이가 나타나는 것을 확인하였고, 이러한 물성 차이가 함바나듐 광물 탐사에 사용될 수 있다고 보고하였다.
이지현 외(2022)는 고남산 일대에 분포하는 반려암 복합체가 마그마 분화작용의 결과인 반려암질 화성암과 철-티타늄 광화작용으로 구성되며 후기 화성작용 동안 반려암질 페그마타이트가 모암을 관입하였다고 보고하였다. 반려암질 페그마타이트는 몬조섬록암-몬조반려암 내에 남-북내지 북동-남서 방향으로 단속적으로 분포하며 최대 45 m 두께를 보인다. 반려암질 페그마타이트는 개발 상부갱의 갱도 내 그리고 2020~2021년 한국지질자원연구원의 시험 시추를 통해 확인되었고 이지현 외(2021)는 이를 사장석-각섬석과 휘석-감람석 우
세 부분으로 구분하였다.

### 포천 철광산
포천 철광상은 포천시 영북면 야미리 쇠골 계곡 지역의 선캄브리아기 경기변성암복합체 편마암에 위치한 철광산으로 1966년부터 1977년까지 약 65만 톤의 정광(철 품위 약 60 wt. %)을 생산한 한국의 대표적인 철광산이다. 일대의 지질은 경기변성암복합체의 변성사질암과 흑운모 편마암으로 구성되며 광상 서부에 감악산변성섬장암이, 북동부에 대보 화강암 함석류석 흑운모 화강암과 백악기 명성산 화강암이 관입해 있다.
칸다 요무(1969, 삼정금속광업)는 포천 철광상을 접촉교대작용에 의한 스카른 광상으로 해석하였다. 칸다 요무에 의하면 포천 철광상은 남-북 주향에 서쪽으로 60~70° 경사하는 변성퇴적암류를 모암으로 하여 변성퇴적암류의 엽리와 조화적인 서쪽 55~75° 방향으로 경사진 렌즈/포켓 형태의 광체이다. 철광상은 연장 100~300 m, 폭 4~25 m의 3개 광체로 구성되며 철 광체의 하반을 따라 화강반암이 관입하였고 이 화강반암의 접촉대를 따라 스카른 철광체가 산출된다. 이들 광체 주변부에는 심한 변질작용으로 사문암, 녹렴석, 규회석 등이 산출되며 광석광물은 주로 자철석이고 황동석, 황철석 및 경철광 등이 있으며 석영, 활석, 방해석, 석류석, 양기석등이 산출된다.
소칠섭(1977)에 의하면 포천 철광산의 광석은 주로 각섬암과 함께 산출되는데 각섬암은 층리와 엽리가 잘 나타나며 변성퇴적암인 석회규산염암과 편암에 둘러싸여 산출된다. 각섬암은 주로 각섬석, 사장석으로 구성되며 휘석, 흑운모, 설석, 인회석, 석영, 백운모 그리고 금속광물이 수반된다. 이차 광물로는 녹렴석, 녹니석, 석회석이 각섬석의 벽개 사이에 산출된다.
김형식(1977)은 포천 철광상을 함철퇴적물 기원의 변성 퇴적 광상으로 해석하였다. 김형식은 초기 철산화광물-탄산염광물-규산염광물로 구성된 퇴적암이 광역 변성작용을 받아 각섬암과 철 광체로 변화되었으며, 이후 취성 변형작용에 의하여 변형된 것으로 해석하였다.
고지수(2014) 및 김창성 외(2014)는 포천 철광산에서 노두와 시추 자료를 조사하여 시료가 접촉교대작용에 의한 전형적인 스카른 광상인 것으로 보고하였다. 철 광화작용은 남-북 주향에 서쪽으로 60~70° 경사진 전단대를 따라 변성퇴적암류에 협재된 탄산염암이 스카른화작용에 의해 교대되어 나타난다. 철 광화 작용과 관련하여 운모에 대한 칼륨-아르곤 연대 측정 결과는 109.5±2.8 Ma 및 108.3±2.8 Ma (백악기 전기 알비절), 아르곤-아르곤 연대 측정 결과는 110.3±1.0 Ma (백악기 전기 알비절)으로 확인되어 철 광화작용의 생성연대는 약 1억 1천만년 전으로 추정된다. 이는 명성산 화강암의 SHRIMP U-Pb 연대 측정 결과인 112.0±2 Ma와 거의 일치해 김창성 외는 명성산 화강암이 관계 화성암일 것으로 추정하였다.

### 야미리 석회석 광산
포천시 영북면 야미리 화가마골에는 흑운모 편마암 내에 협재된 석회암을 채굴하는 광산이 있었으며 현재는 폐광되었다. 광산의 표고는 275 m이다. 이 광산은 고남산에서 은장산으로 연결되는 광화대의 일부분이다.

## 같이 보기
- 한국의 지질
- 포천시
- 한탄강